# Пташка
Пташка (англ. Birdy) — психологическая драма американского писателя Уильяма Уортона. Книга была написана и издана в 1978 году, получила Национальную книжную премию США в категории «Дебют», а в 1980 году была номинирована на Пулитцеровскую премию. «Эта книга учит людей летать» — сказал про неё Джон Фаулз.
В 1984 году книга была экранизирована Аланом Паркером. В России издана в 2005 году в серии «Игра в классику».

## Сюжет
Два непохожих парня из маленького городка — популярный, задиристый Эл Колумбато и задумчивый, необщительный Пташка подружились, и стали вместе разводить голубей. Пташку завораживали полеты и он целыми днями занимался изучением птиц. Он стал разводить канареек, собирал летательные аппараты, сшил себе и Элу костюмы птиц и однажды, даже, совершил попытку полета с помощью крыльев собственной конструкции. Попытки Эла наладить «нормальную жизнь» друга не увенчались успехом и он стал все больше и больше отдаляться от него.
Большая часть книги уделена углублению в чуждый человеку иной мир — мир птиц. Пташка с головой уходит в своё увлечение, переходя границы возможного. Засыпая он перевоплощается в настоящую птицу и находит подтверждения этому в часы бодрствования. Увлечение заканчивается драмой, заставляющей Пташку переключиться на что-то другое. Он, как и Эл, решает идти на войну.
Основное повествование книги происходит из психиатрической лечебницы, куда Пташка попадает после депортации. Прошлая жизнь появляется как его собственные воспоминания и рассказы Эла. Психологическая травма Пташки заставляет его думать, что быть птицей лучше, чем человеком. Его пытается спасти Эл, приехавший к нему с обезображенным лицом, который сам запутался в жизни и признает, что жить он не умеет.
Уильям Уортон сам прошел войну и получил докторскую степень в области психологии, что, несомненно, послужило прочным фундаментом для книги.